# الکس کومبر
الکس کومبر (انگلیسی: Alex Coomber؛ زادهٔ ۲۸ december ۱۹۷۳ (۵۱ سال)) ورزشکار اسکلتون اهل بریتانیا است.
وی در مسابقات کشوری و بین‌المللی در مجموع برندهٔ ۱ مدال نقره، ۱ مدال برنز شده‌است.